# Sângeorgiu de Mureș (gmina)
Sângeorgiu de Mureș – gmina w Rumunii, w okręgu Marusza. Obejmuje miejscowości Cotuș, Sângeorgiu de Mureș i Tofalău. W 2011 roku liczyła 9304 mieszkańców.